# Igreja de São Domingos de Gusmão

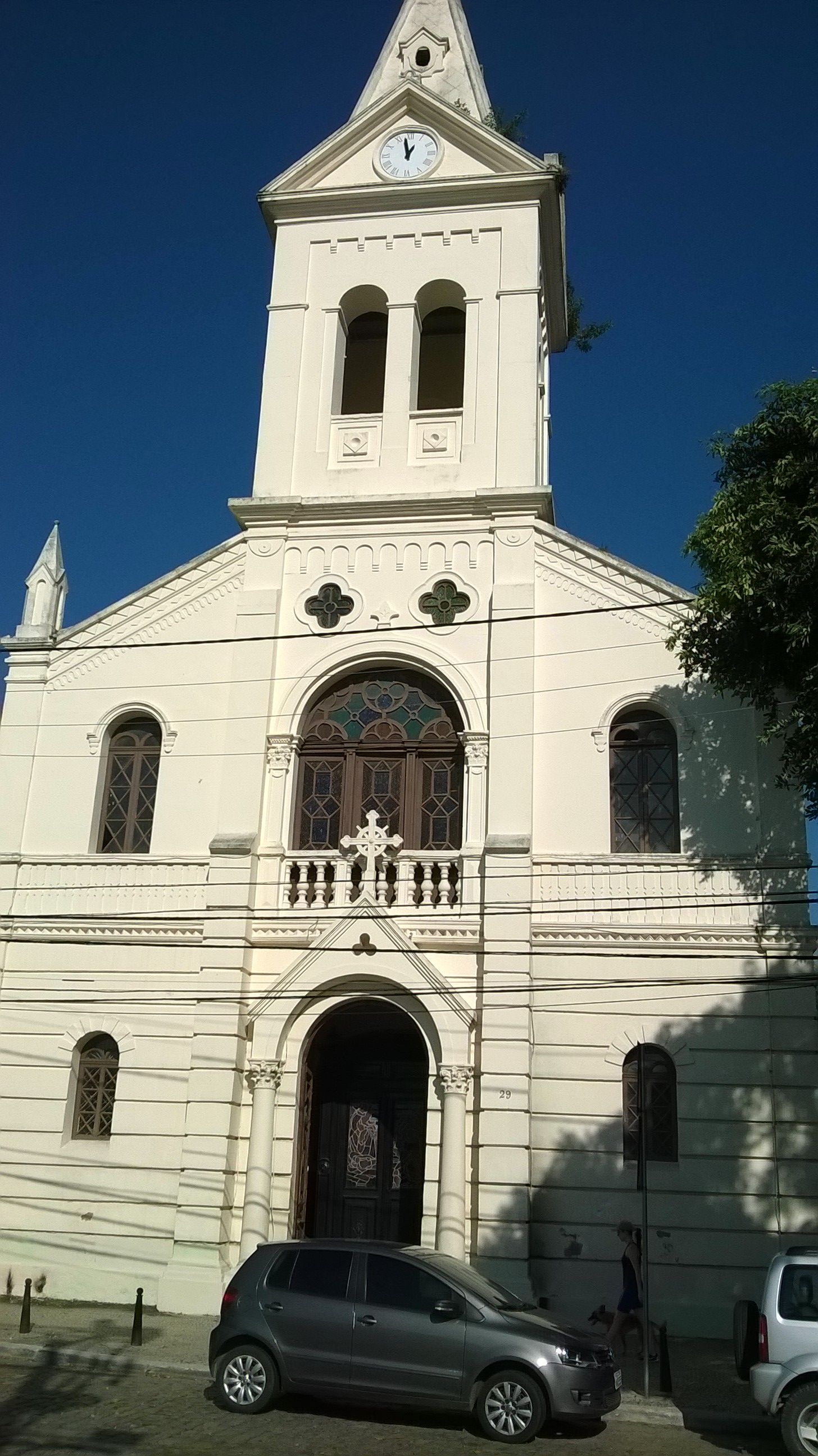
Fachada

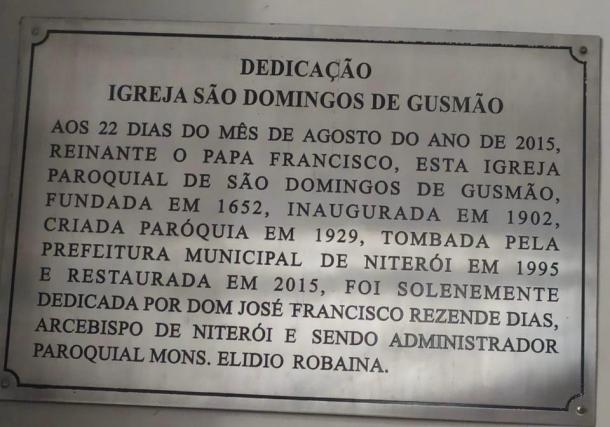
Placa comemorativa da igreja de São Domingos de Gusmão. Patrimônio histórico da cidade de Niterói, está relacionada à história indígena da cidade, pois foi fundada nas terras doadas por Violante do Céu, descendente de Arariboia.

A Igreja de São Domingos de Gusmão localiza-se no bairro de São Domingos, município de Niterói, estado do Rio de Janeiro, no Brasil. Originou-se de uma capela dedicada a São Domingos de Gusmão que se construiu em 1652, na fazenda de açúcar de Domingos Araújo e Violante do Céu Soares de Souza, mulher indígena descendente de Arariboia. No século XVIII recebeu um Te Deum pela visita de João VI (r. 1816–1822) quando viajava à Vila da Praia Grande e ali se celebrou as exéquias de José Bonifácio, cujo coração está guardado em uma urna. A pedra fundacional da atual igreja é datada de 1898. E, 1907, ocorreram acréscimos na lateral direita e nos fundos. Em 1929, criou-se a paróquia. Em 1995, foi tombada pela prefeitura. A construção faz parte do roteiro turístico de Niterói e é entendida como marco histórico e arquitetônico. Seu para-vento, em frente à porta principal, possui um vitral de São Domingos e Nossa Senhora do Rosário. Internamente tem ornamentação com influência neobarroca, neorromântica e neogótica.